# Jüdischer Friedhof (Georgensgmünd)

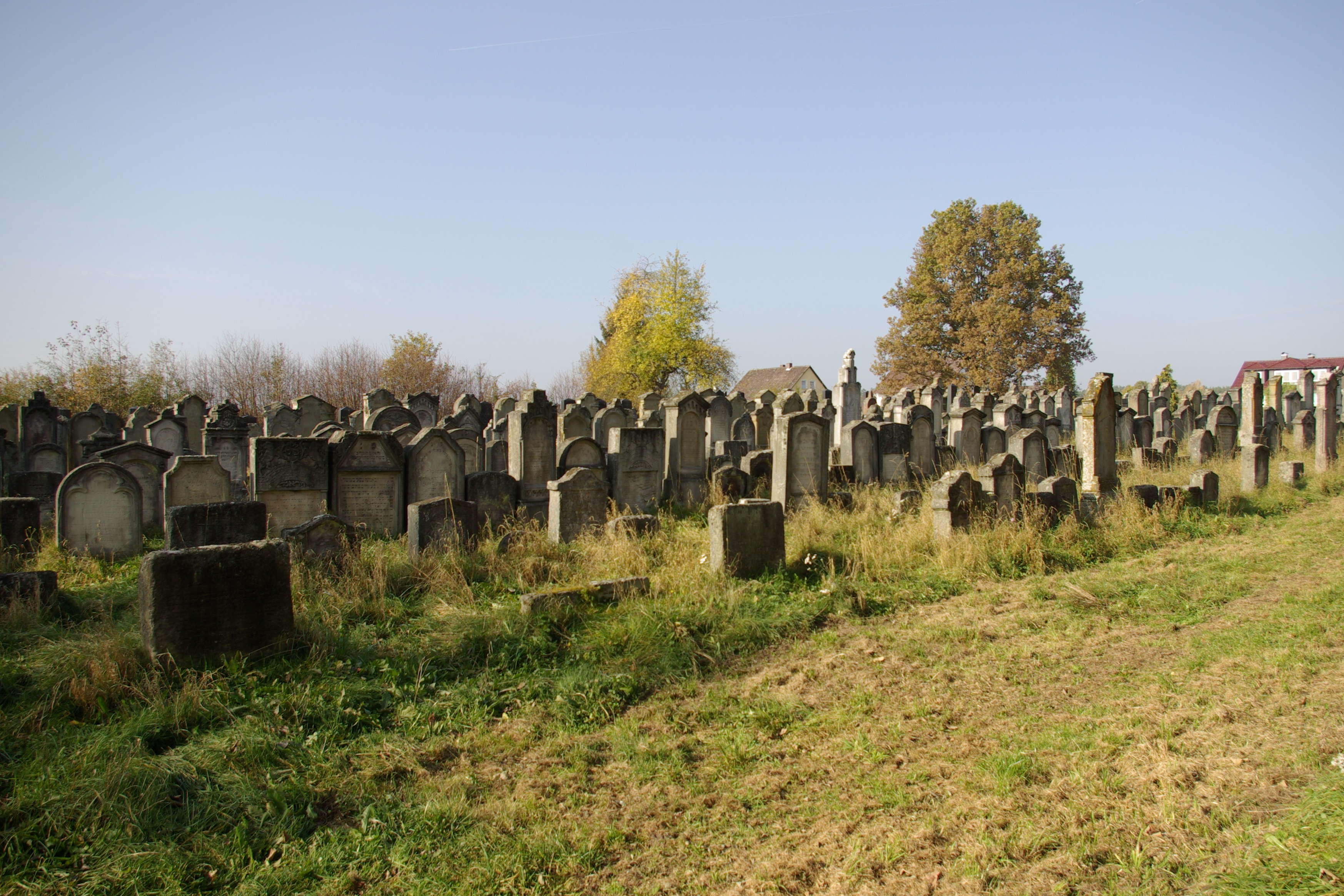
Jüdischer Friedhof Georgensgmünd

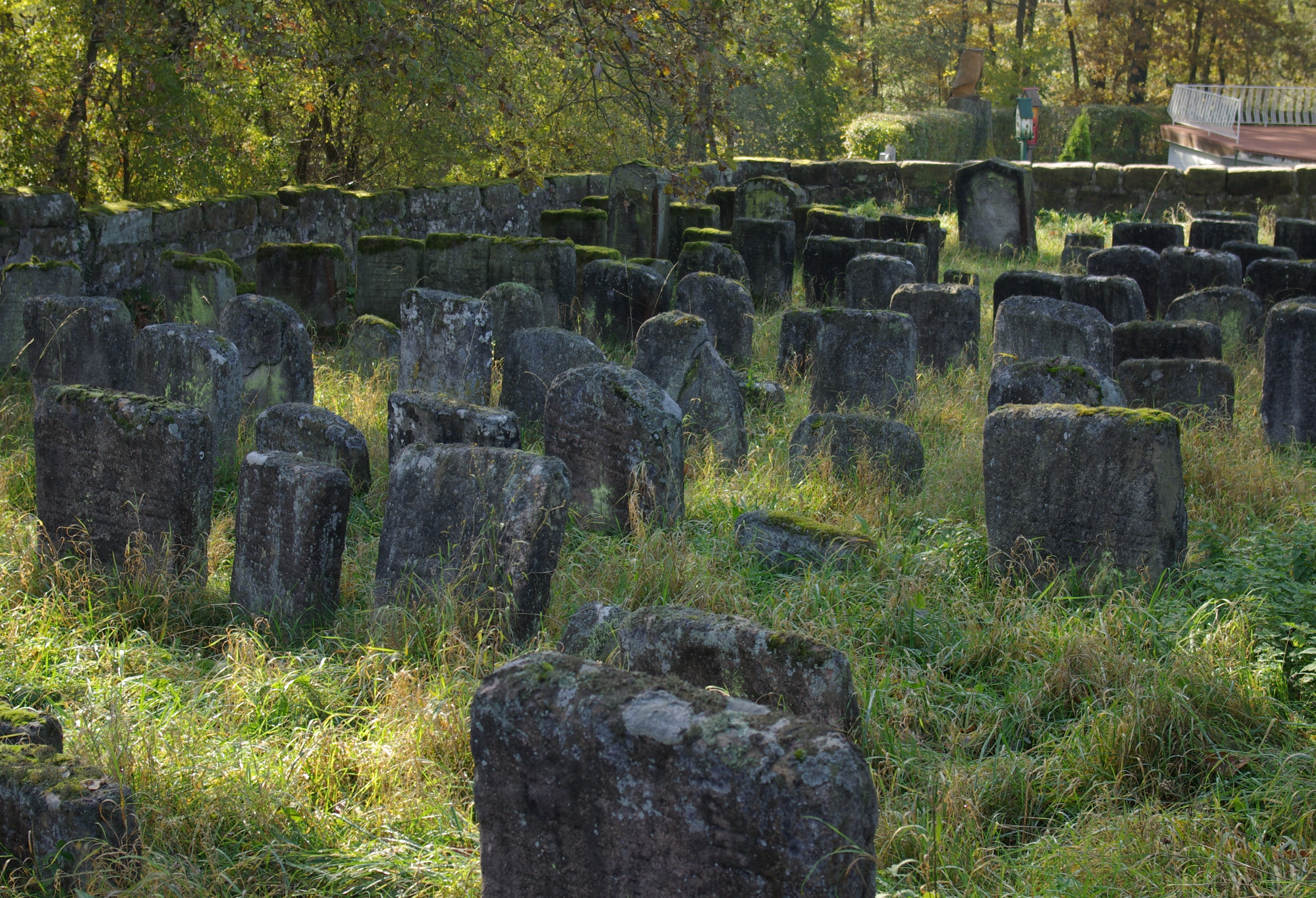
Jüdischer Friedhof Georgensgmünd

Auf dem Jüdischen Friedhof Georgensgmünd in der Gemeinde Georgensgmünd im Landkreis Roth im bayerischen Regierungsbezirk Mittelfranken sind fast 1800 Grabsteine erhalten, von denen die ältesten aus dem Ende des 16. Jahrhunderts stammen.

## Geschichte
Bereits vor 1582 muss Jakob von Roth, der Schwiegersohn eines Arztes und Kaufmanns, die erste Parzelle des späteren Friedhofes von Georgensgmünd als Begräbnisstätte für sich und seine Angehörigen erworben haben. In seinem Vermögensverzeichnis aus dem Jahr 1582 ist das Grundstück erwähnt. Anlass für den Kauf war vielleicht der überraschende Tod seines Sohnes im Jahr 1581, für den der Vater ein Haus in Pappenheim erworben hatte. Jakob selbst wohnte in der Stadt Roth, zwei Stunden von Georgensgmünd entfernt. Ein Bruder Jakobs lebte in Georgensgmünd, weitere Mitglieder der Familie waren im Umland verstreut, in Windsbach und Eckersmühlen. Ob sie alle in Georgensgmünd bestattet wurden, ist nicht nachzuweisen, da einige Grabsteine fehlen. Auch die Grabsteine der ersten Generation, des Friedhofgründers und seiner Familie, sind nicht mehr erhalten. Die beiden ältesten erhaltenen Grabsteine stammen aus dem Jahr 1594. Sie wurden für Elieser, Sohn des Isaak, und dessen Tochter Ettl errichtet.
Vermutlich stand der Friedhof, der zunächst in Familienbesitz war, auch den anderen Mitgliedern der jüdischen Gemeinden in der Umgebung offen. Auch die Juden von Schwabach bestatteten ihre Toten in Georgensgmünd. Die ältesten Grabsteine von Juden aus Thalmässing stammen von 1669/70, der älteste Grabstein eines Windsbacher Juden trägt die Jahreszahl 1710. Aus dem Jahr 1721 ist der Grabstein eines Kindes erhalten, das der jüdischen Gemeinde von Hilpoltstein angehörte.
Von den Bestatteten, auf deren Grabsteinen der Herkunftsort vermerkt und noch lesbar ist, stammten 556 aus Schwabach, 305 aus Roth, 236 aus Georgensgmünd, 168 aus Windsbach, 163 aus Thalmässing, zwölf aus Hilpoltstein und neun aus anderen Orten. Nach Peter Kuhn und Barbara Rösch muss man von einer wesentlich höheren Zahl von Beerdigungen ausgehen, als Grabsteine erhalten sind. Viele Grabmäler sind verwittert und Kinder bekamen oft keinen Grabstein. Die Autoren mutmaßen, dass auf dem Georgensgmünder Friedhof weit über 3000 Bestattungen stattgefunden haben. Die Gemeinderechnungen aus dem 18. Jahrhundert, die für manche Jahre vollständig erhalten sind, weisen auf eine sehr hohe Kindersterblichkeit hin. Aus ihnen geht hervor, dass es sich bei über der Hälfte, teilweise bei bis zu drei Viertel der Beerdigungen um Kinder handelte.
Neben der Begräbnisgebühr, die der Ortsgemeinde zu entrichten war, konnte beim Betreten fremden Herrschaftsgebietes vom jeweiligen Landesherrn für die Begleiter des Leichenzuges Leib- und für den Toten Totenzoll erhoben werden. Städte und Dörfer um Georgensgmünd unterstanden fast ausschließlich dem Fürstentum Brandenburg-Ansbach, während die Juden von Thalmässing das Herzogtum Pfalz-Neuburg durchqueren und Zoll entrichten mussten, um zum Georgensgmünder Friedhof zu gelangen. Sie richteten ab 1832 einen eigenen Friedhof ein.

## Erweiterungen des Friedhofs
Um 1700 wurde der Friedhof durch einen nördlich anschließenden Acker, der fast doppelt so groß war wie der bisherige Friedhof, erweitert. Ein weiterer Acker wurde 1741 – für das 25fache des eigentlichen Wertes – erworben. Zunächst hatte der Eichstätter Fürstbischof, dem die Besitzer des Grundstücks unterstanden, den Verkauf des Grundstücks verboten und erst nach mehrmaliger Erhöhung des jährlich von den Juden zu zahlenden Grundzinses genehmigte er den Kauf. Die ursprüngliche Parzelle und die beiden Zukäufe werden als Alter Friedhof bezeichnet.
In der zweiten Hälfte des 18. Jahrhunderts erfolgte eine weitere Vergrößerung, Neuer Friedhof genannt, der ab 1844 belegt wurde. Der Jüdische Friedhof Georgensgmünd wurde Gemeinschaftseigentum der auf ihm bestattenden Gemeinden. Er besaß mittlerweile ein großes Taharahaus und war mit einer Mauer umgeben, der Weg ins Dorf war gepflastert.
Eigene Plätze waren für Wöchnerinnen vorgesehen. Ermordete und Hingerichtete wurden in der Nähe des Taharahauses gesondert bestattet. Ab der Mitte des 19. Jahrhunderts legte man im alten Friedhofsteil Gräber für Rabbiner und Gelehrte an. 
Noch im Juni 1939 bekam Siegfried Weinschenk die Erlaubnis, für seine Mutter Berta Weinschenk, die vier Tage vor den Novemberpogromen am 5. November 1938 in Windsheim gestorben war, einen Grabstein zu setzen. Die  letzte Beisetzung auf dem Jüdischen Friedhof Georgensgmünd fand 1948 statt. Damals wurde Manuel Graf aus Schwabach beerdigt, der als einziger nach dem Zweiten Weltkrieg aus dem Konzentrationslager in seinen Heimatort zurückgekehrt war. 

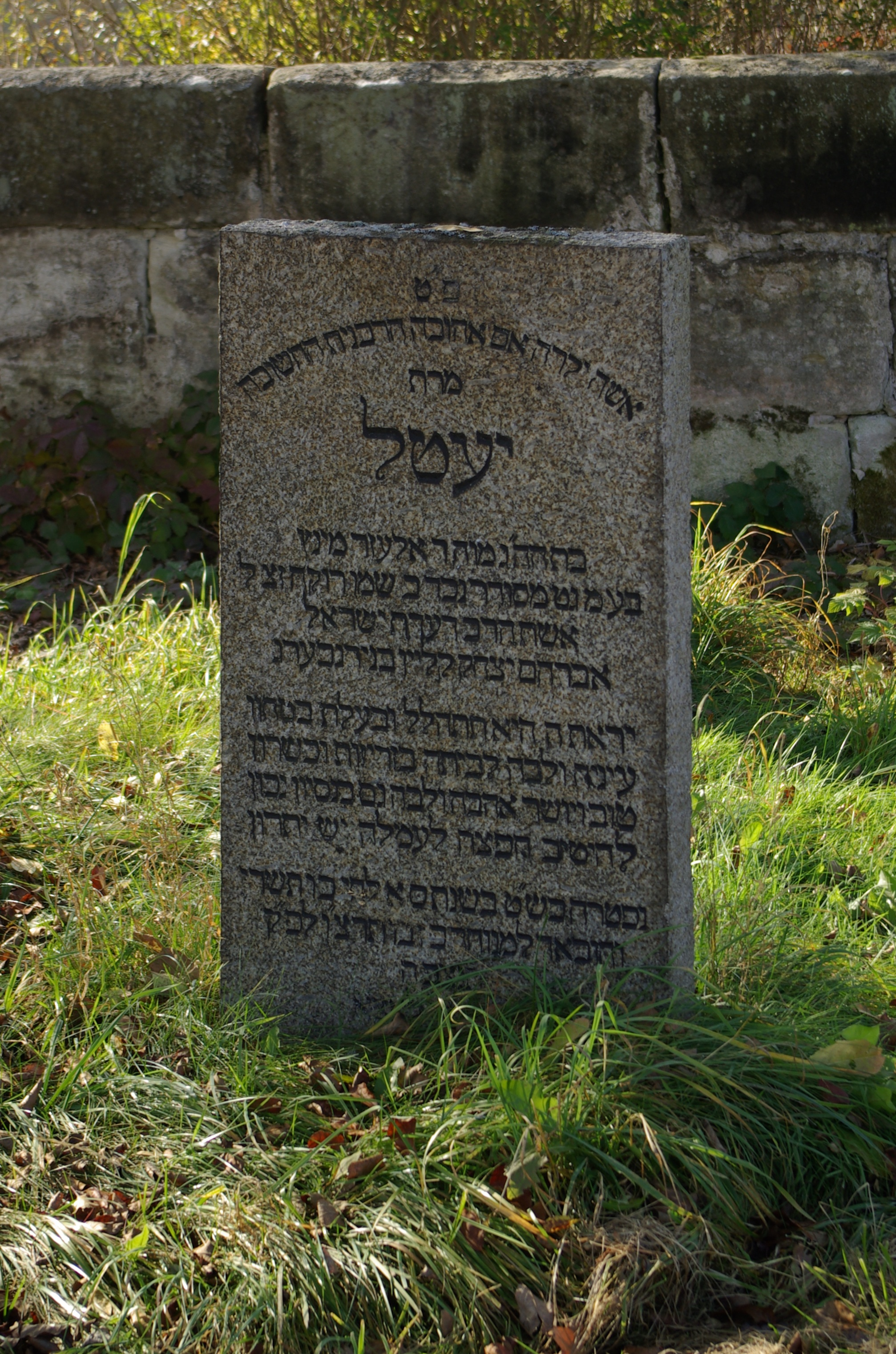
Grabstein

## Grabsteine
Von den 1756 erhaltenen Grabsteinen stammen 35 aus der Zeit vor 1700. Über hundert Steine lassen sich dem ersten Drittel des 18. Jahrhunderts zuordnen und 600 Steine gehen auf die Mitte und die zweite Hälfte des 18. Jahrhunderts zurück. Der größte Teil der Grabmäler wurde im 19. Jahrhundert aufgestellt. Auf dem Neuen Friedhof sind 507 Grabsteine erhalten.
Für die meisten Steine wurde der einheimische Burgsandstein verwendet. Die Grabsteine sind mit der Beschriftung nach Osten aufgestellt. Einfassungen der Grabflächen gibt es nicht. Die frühen Steine aus dem Ende des 16. und der ersten Hälfte des 17. Jahrhunderts wurden mit einer knappen Inschrift in großen Quadratbuchstaben versehen. Ab dem 18. Jahrhundert wurden die Inschriften umfangreicher und man benutzte kleinere Schriftzeichen.

## Symbole und Schmuckmotive
Ab den 1720er Jahren wurden die Grabsteine mit Reliefs und den typischen Motiven der jüdischen Grabmalsikonographie verziert.
Die Segnenden Priesterhände weisen auf die direkten Nachkommen des Aaron hin, die als Kohanim in der Synagoge den Aaronitischen Segen spendeten.
Einen Krug oder eine Kanne benutzten die Leviten, die den Kohanim vor der Segensspende Wasser über die Hände gossen. Messer und Schale gehören zu den Instrumenten des Beschneiders (Mohel). Sie sind auf den Grabsteinen derer dargestellt, die dieses Amt ausübten. Mit dem Widderhorn (Schofar) wurden die Grabsteine derjenigen verziert, die mit dem Blasen des Horns am Neujahrstag den Beginn einer zehntägigen Bußzeit ankündigten. 
Die Darstellung ein- oder mehrarmiger Leuchter findet sich besonders auf Grabsteinen von Frauen, da das Anzünden der Sabbatlichter zu ihren Aufgaben gehörte.
Von den Tierdarstellungen kommen Löwen in Georgensgmünd am häufigsten vor. Neben der symbolischen Bedeutung kann sich ihre Darstellung auch auf den Namen (Löw) des Verstorbenen beziehen. Als Namenssymbole treten auch die Reliefs von Hirschen in Erscheinung wie auf dem Grabstein des 1758 verstorbenen Naftali Hirsch und die Darstellung von Vögeln als Anspielung auf den Vornamen der 1727 verstorbenen Vögla Mirjam. In gleicher Weise kann auch der skulptierte Blumenschmuck gedeutet werden wie die stilisierten Rosen für die 1738 verstorbene Rosla aus Thalmässing oder die von Löwen flankierte Blumenvase für die 1760 verstorbene Blümla aus Schwabach. 
Eine Krone kann in der jüdischen Symbolsprache bedeuten: die Krone der Tora, die Krone des Priestertums, die Krone des Königtums und die Krone des guten Namens. In der ersten Bedeutung, der Krone der Tora, steht sie für die Gelehrsamkeit und schmückt den Grabstein des 1850 gestorbenen Distriktrabbiners Abraham Josef Wechsler. In der Bedeutung Krone des guten Namens hebt sie die Tugend der bestatteten Person hervor wie auf dem Grabstein der 1856 gestorbenen Breinla Großhut.
Die teilweise mit einem Rundbogen abschließenden Doppelstelen, die häufig für Ehepaare errichtet wurden, mögen an die Gesetzestafeln erinnern, die Moses von Gott erhielt.

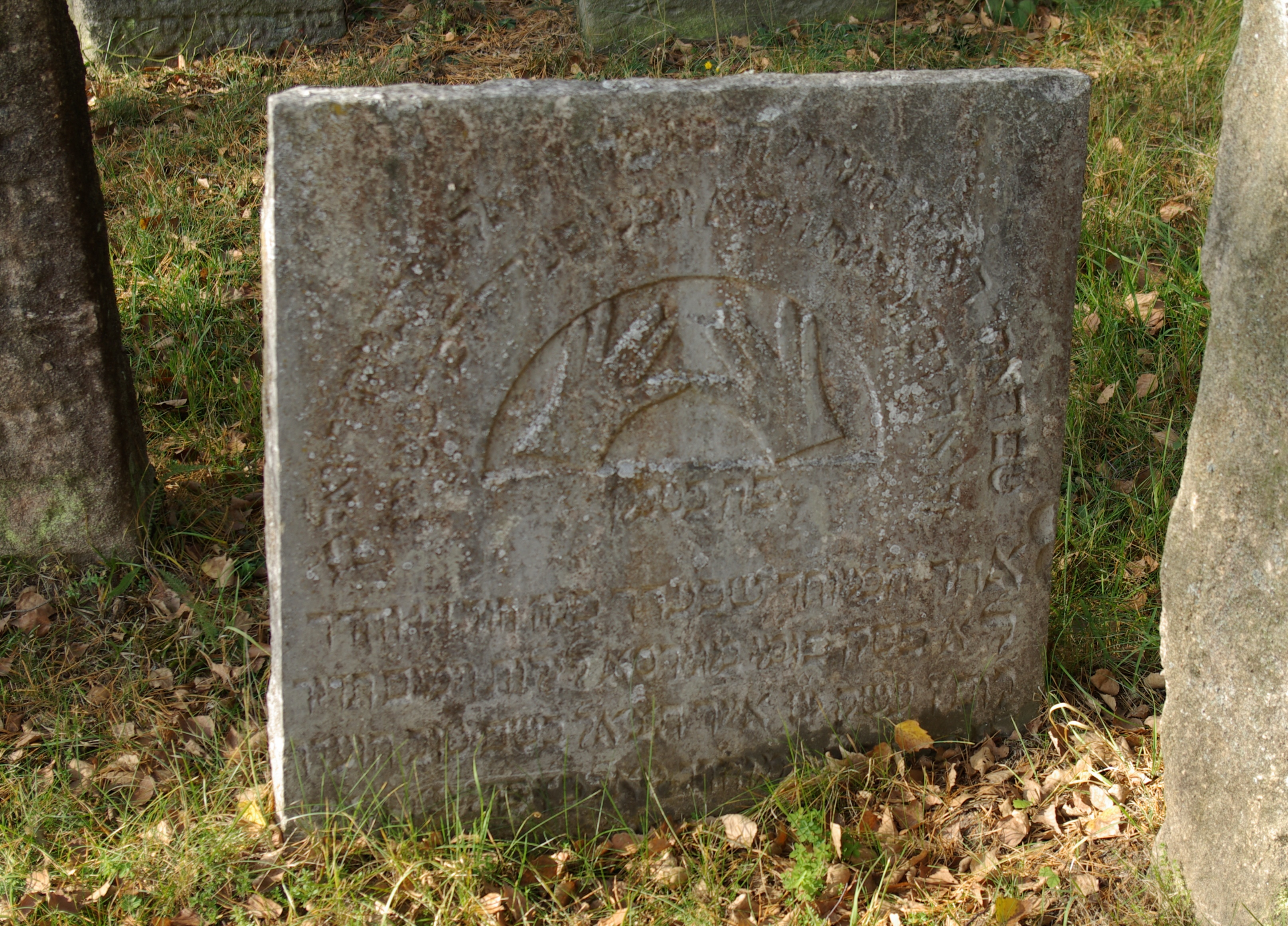
Segnende Hände
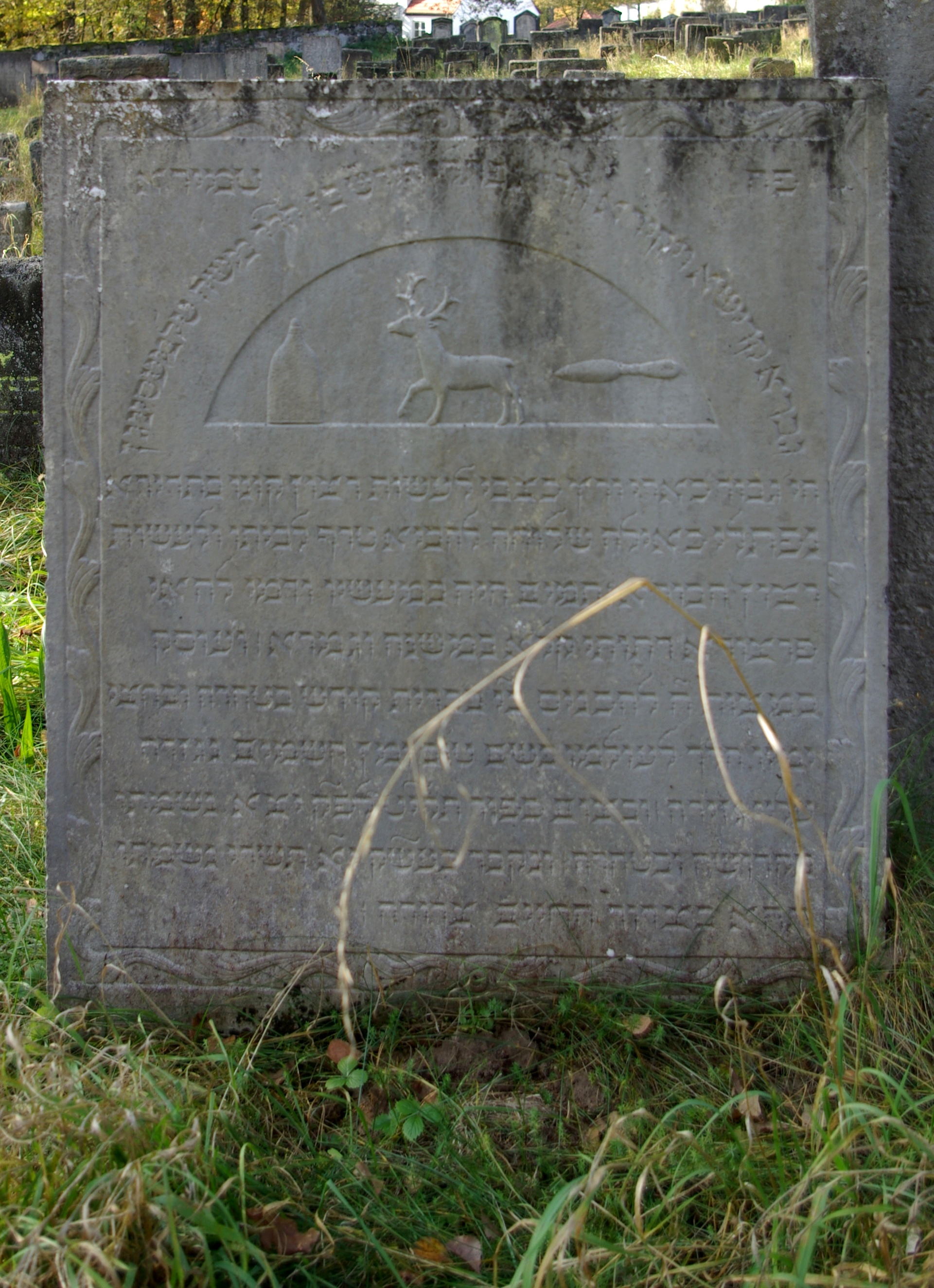
Beschneidungsgerät und Hirsch
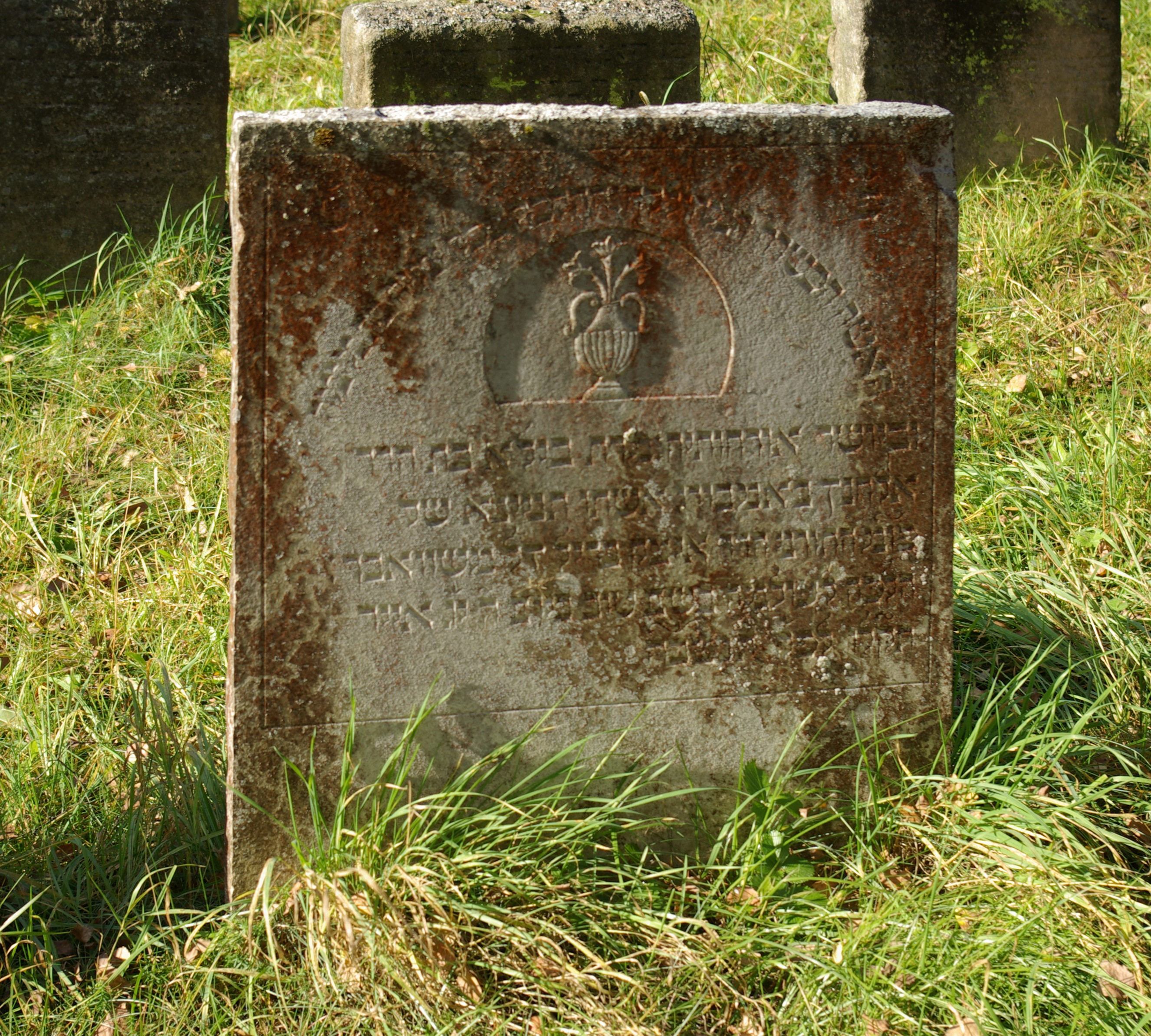
Vase mit Blumen
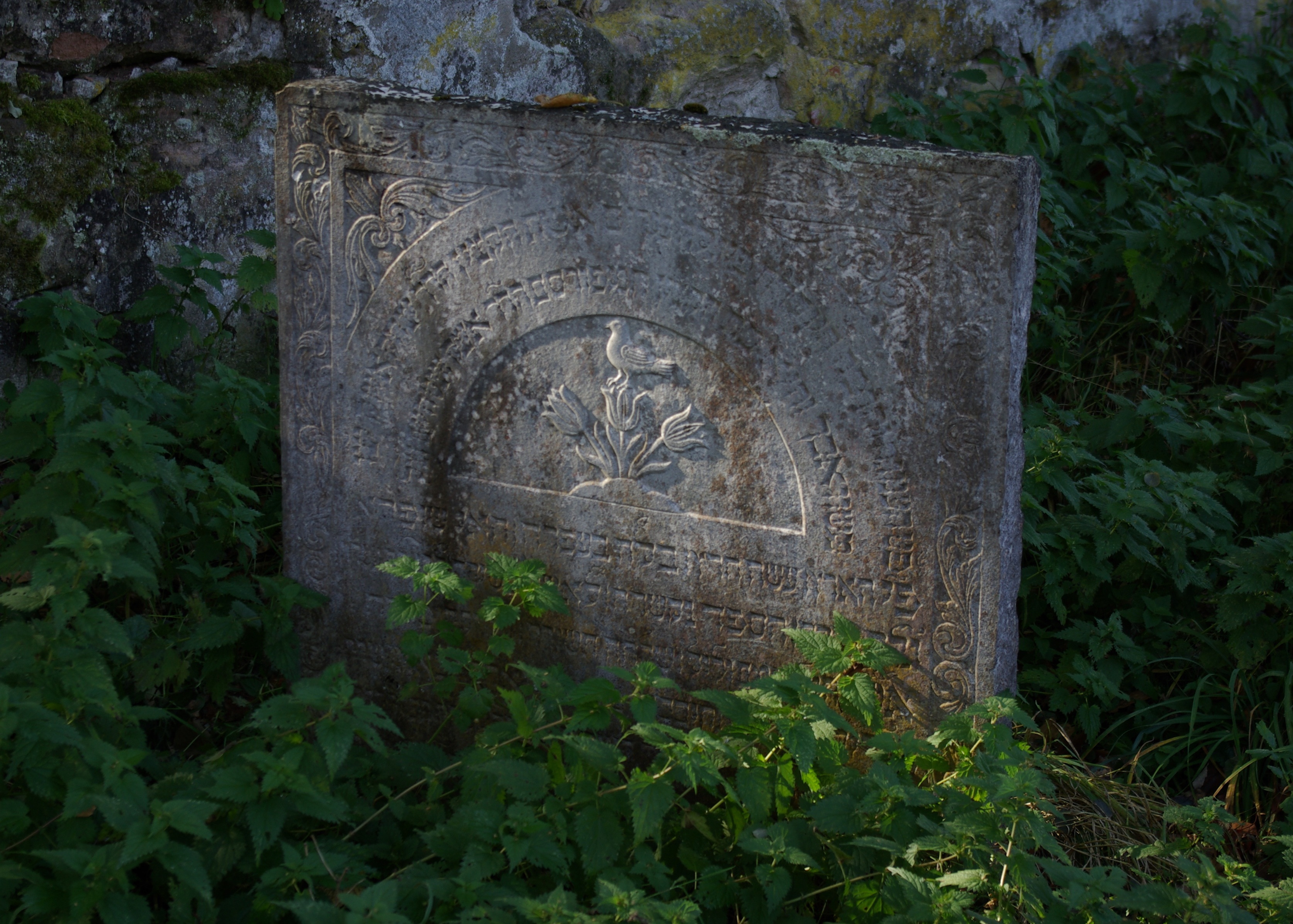
Blumen und Vogel

## Taharahaus

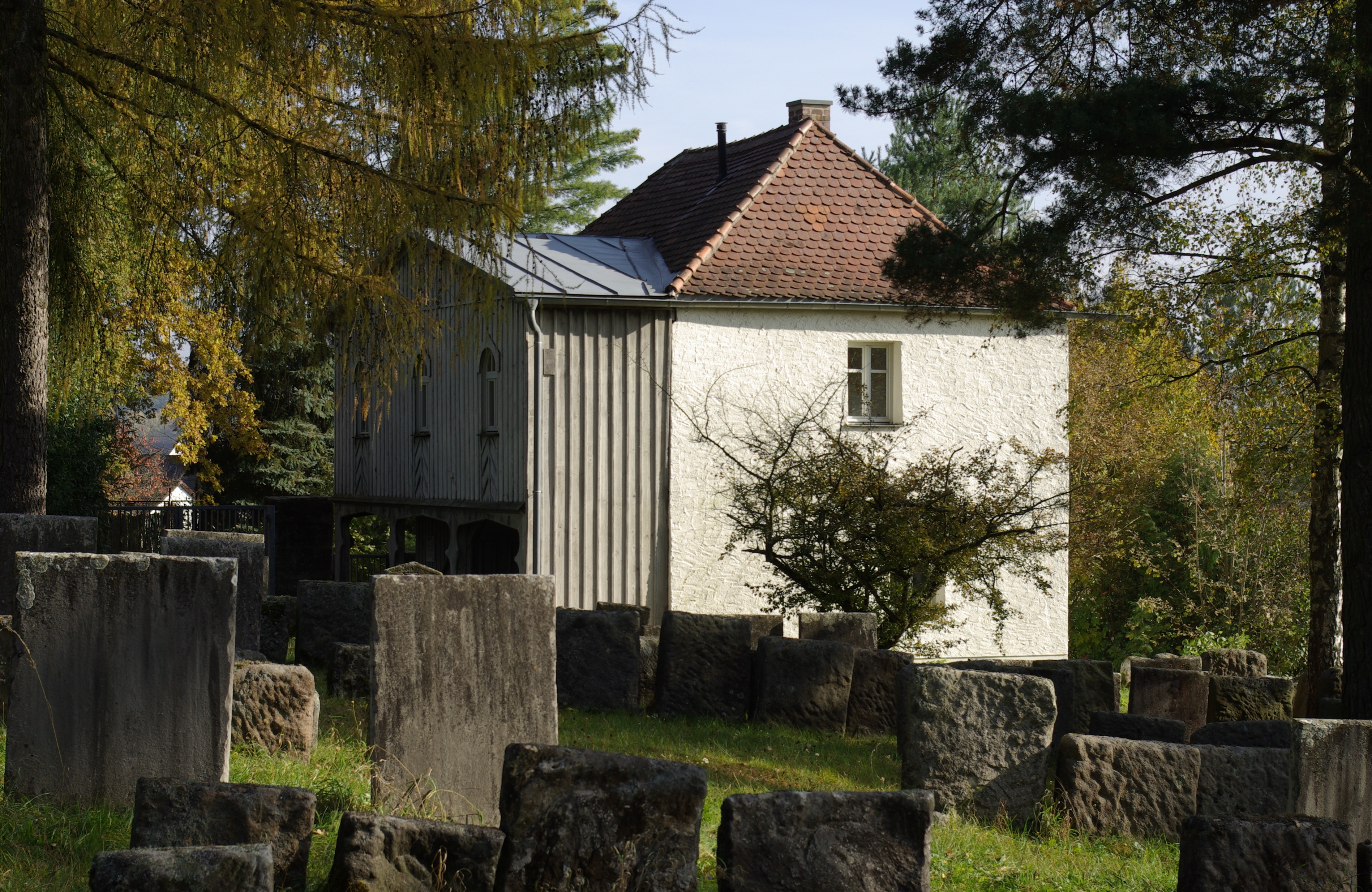
Taharahaus

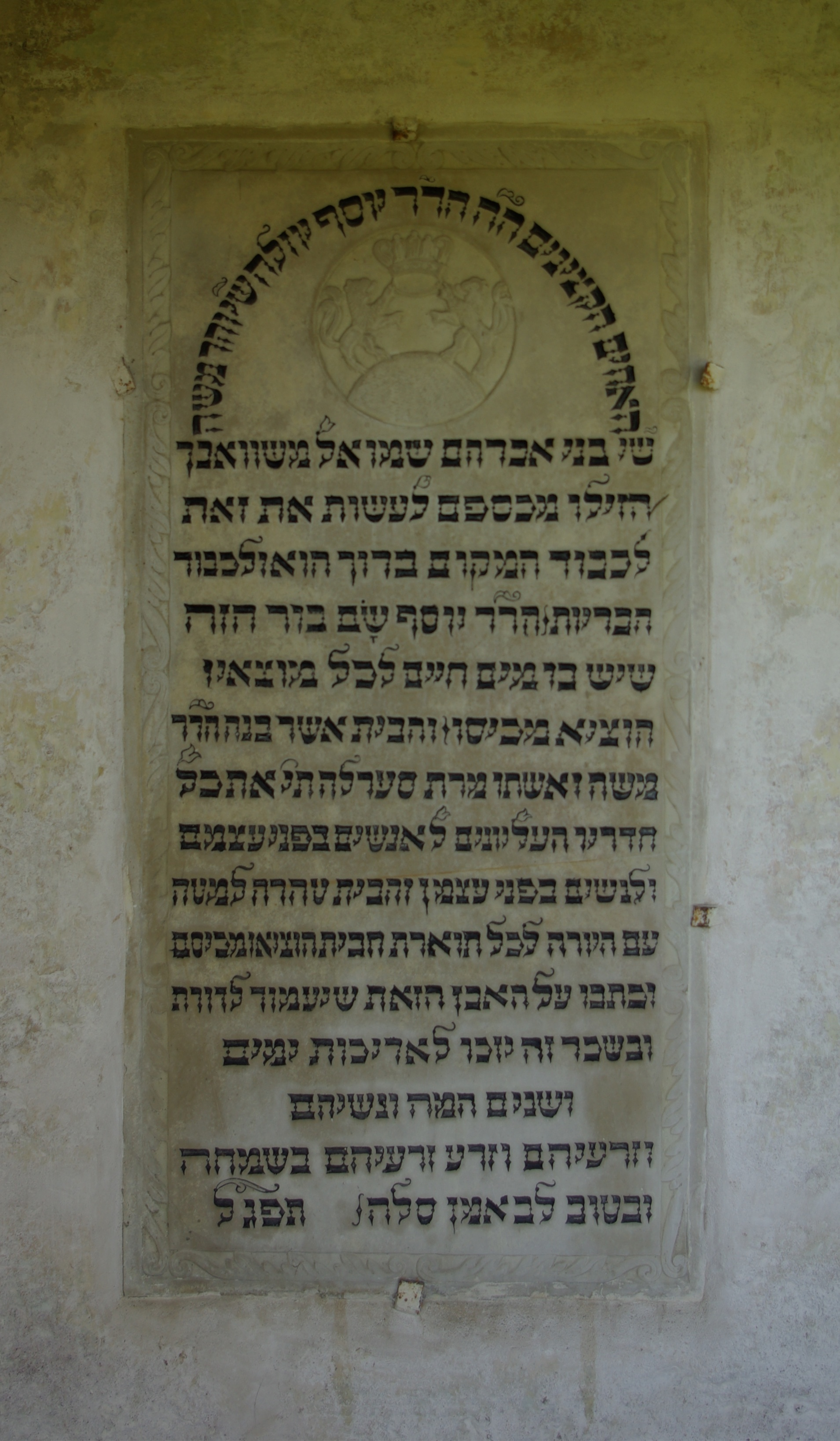
Inschrifttafel am Taharahaus

Das Taharahaus in Georgensgmünd ist das älteste erhaltene jüdische Leichenwaschhaus in Bayern. Bereits 1630 erwähnt der Kastner von Roth ein Häuschen auf dem Friedhof für die Waschung der Toten. 1723 wurde auf dem ersten Erweiterungsbereich des Alten Friedhofes ein neues Taharahaus errichtet. Die Inschrifttafel aus dem Baujahr ist erhalten geblieben. Sie gibt Aufschluss über das Baudatum und nennt die Namen der Stifter: Josef Josla, Mose Jakob und seine Frau Serla aus Schwabach. Außerdem ist das Gebäude beschrieben. Danach gab es im Erdgeschoss einen großen Waschraum, in dem sich ein Brunnen befand, der tief durch den Fels gebohrt werden musste, bis man das für die Totenwaschung vorgeschriebene fließende Wasser erreichte. Das Obergeschoss war über eine Außentreppe zugänglich und in zwei Warteräume aufgeteilt, in denen Männer und Frauen getrennt beten konnten, während die Leichen gewaschen wurden. 1890/92 fanden größere Umbauten statt, als man im Ostteil des Obergeschosses eine Wohnung einrichtete. In den 1990er Jahren wurden weitere Umbauten durchgeführt.